# Municipio di Erfurt
Il Municipio di Erfurt, in tedesco Erfurter Rathaus, è la sede storica del Comune della città di Erfurt, capitale della Turingia, in Germania.
Sorge sul centrale Fischmarkt.

## Storia e descrizione

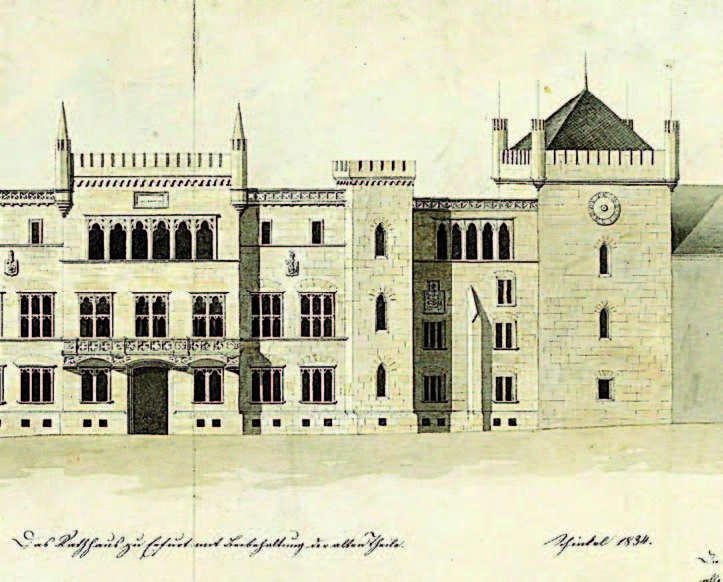
Il progetto di Schinkel del 1834.

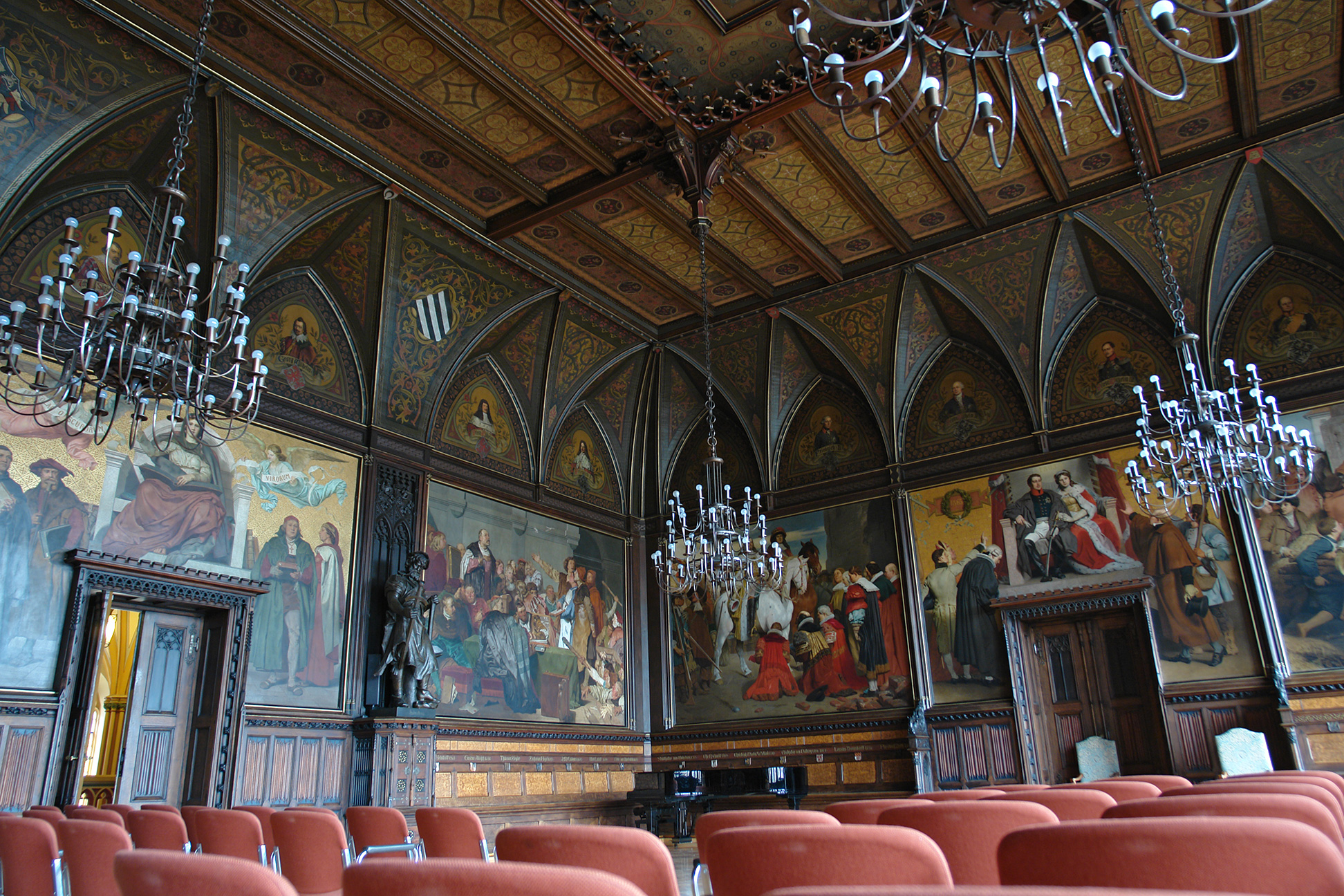
La Festsaal.

### Origini medievali
Il primo edificio pubblico a sorgere in questo luogo risale all'XI secolo; tuttavia la prima fonte scritta lo cita solo nel 1275. È stato il cuore politico-amministrativo del libero governo della città dal XIII al XVII secolo.
Ampliato nel corso dei secoli, raggiunse la taglia attuale con l'ultimo ampliamento del 1706.

### La ricostruzione neogotica
Purtroppo nel 1830 si decide la sua demolizione, con un assurdo pretesto. Nel 1833 il celebre architetto prussiano Karl Friedrich Schinkel, in visita a Erfurt, fu esterrefatto da questa azione. L'anno seguente lui stesso presentò un progetto per il nuovo municipio, conservando quanto rimaneva del palazzo gotico, fra cui la torre del 1330. Ma il progetto non venne preso in considerazione e la demolizione continuò, anche contro le proteste dei cittadini, atti a salvare almeno la torre civica.
In seguito a problemi finanziari, la costruzione del nuovo municipio poté iniziare solo nel 1869. Gli architetti Theodor Sommer e August Thiede realizzarono l'edificio nella sua forma attuale, in stile neogotico, che poté dirsi terminato nel 1875. L'inaugurazione ufficiale avvenne il 2 giugno 1882.
All'interno del Comune lo scalone d'onore è decorato con pitture di Eduard Kaempffer raffiguranti le scene del Faust, del Tannhäuser e del Conte di Gleichen, eseguite fra il 1889 e il 1896. 
Al piano superiore la Festsaal (Sala delle Feste) mostra opere pittoriche di Peter Janssen illustranti la Storia di Erfurt e di Martin Lutero.

### Modifiche
Negli anni 1934-35 l'edificio del Mercato coperto del pesce, che sorgeva sul lato destro del Municipio, venne acquistato dalla Sparkasse, "Cassa di Risparmio", e rifatto completamente in stile sachlich secondo il progetto di Johannes Klass.

### La seconda guerra mondiale
Il 10 aprile 1945 il municipio è stato quasi distrutto da un incendio provocato dall'artiglieria americana. La torre e il tetto vennero ricostruiti in forme più semplificate.

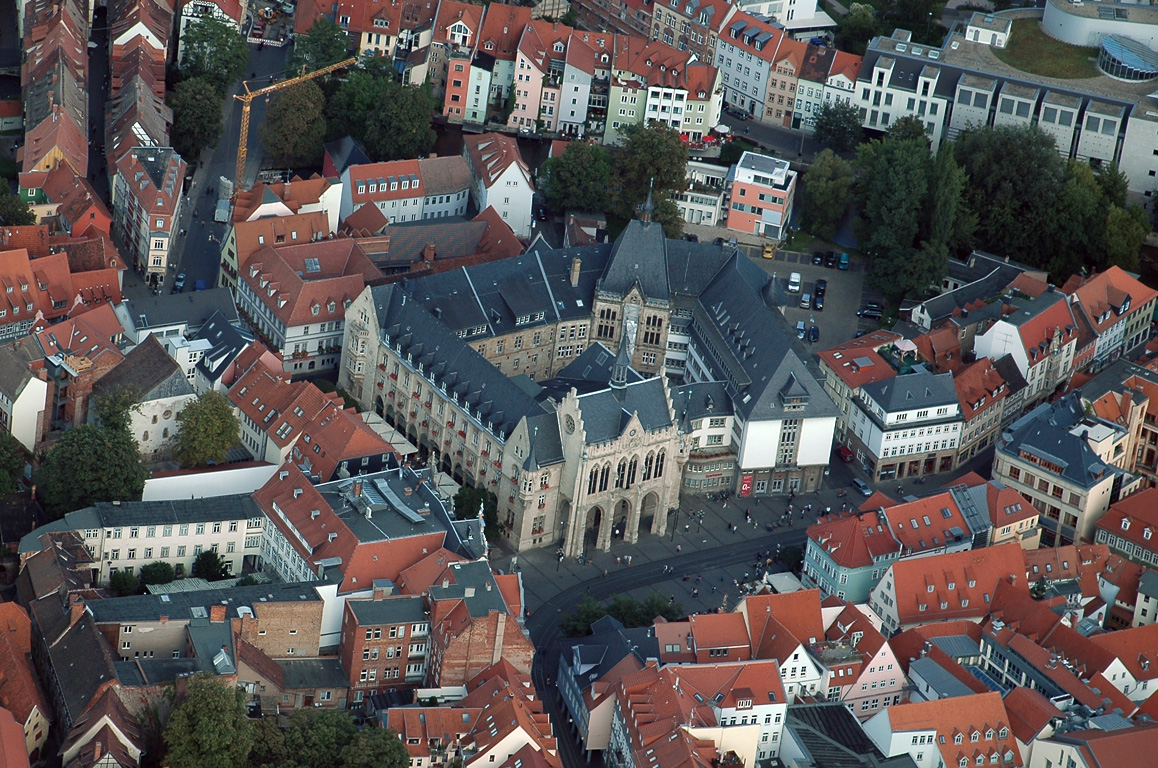
Veduta del complesso.
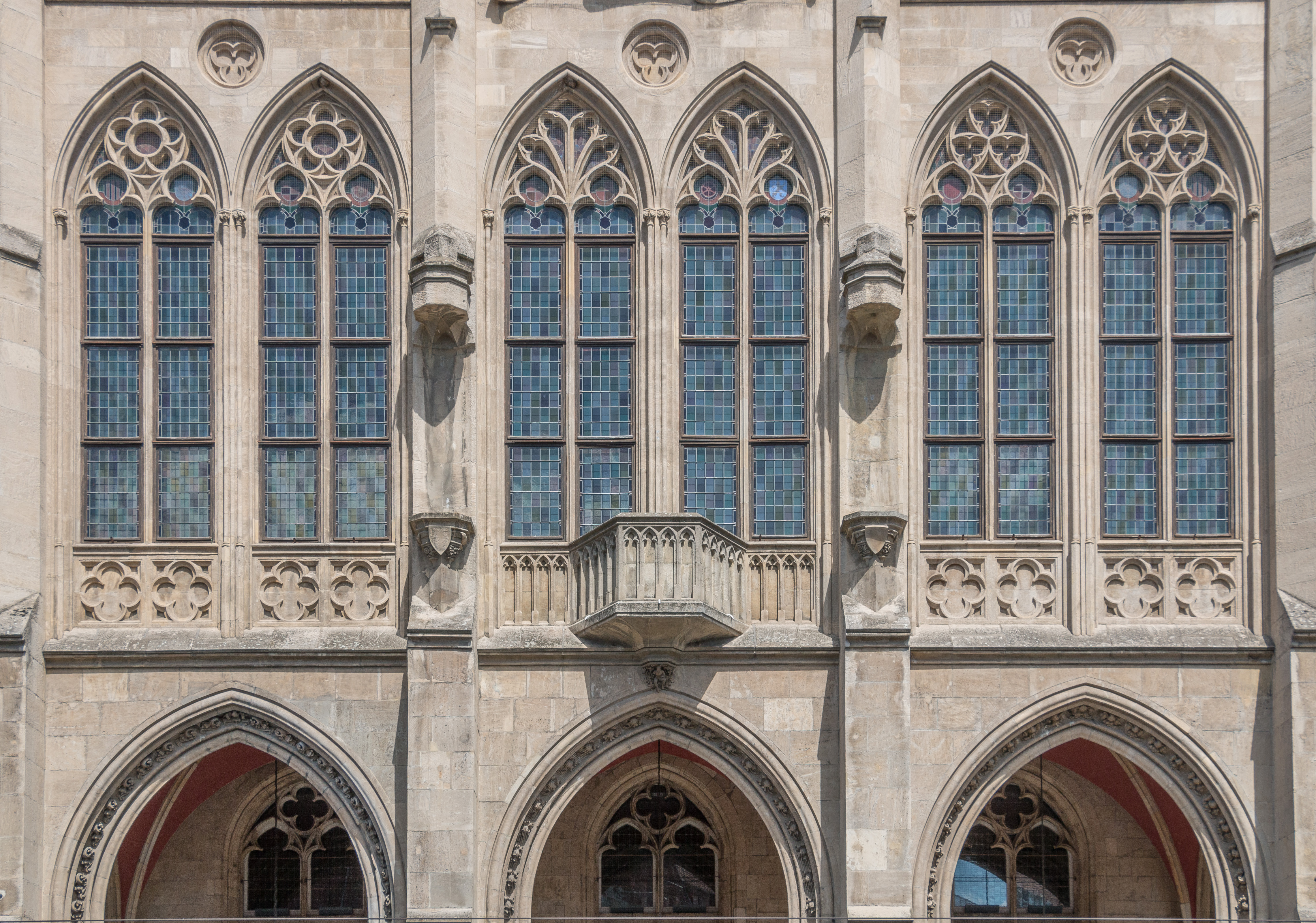
Particolare della facciata.
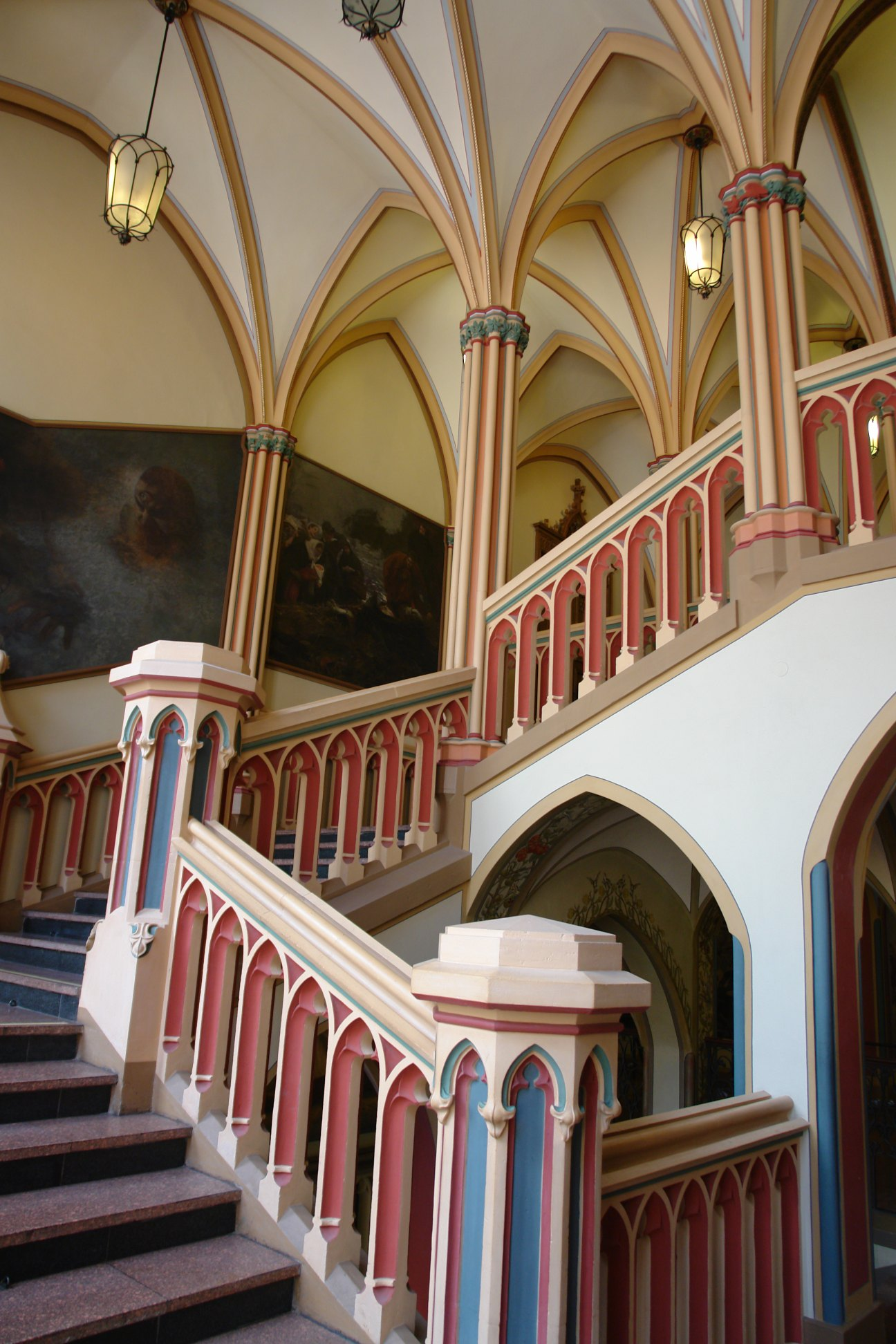
Lo Scalone.
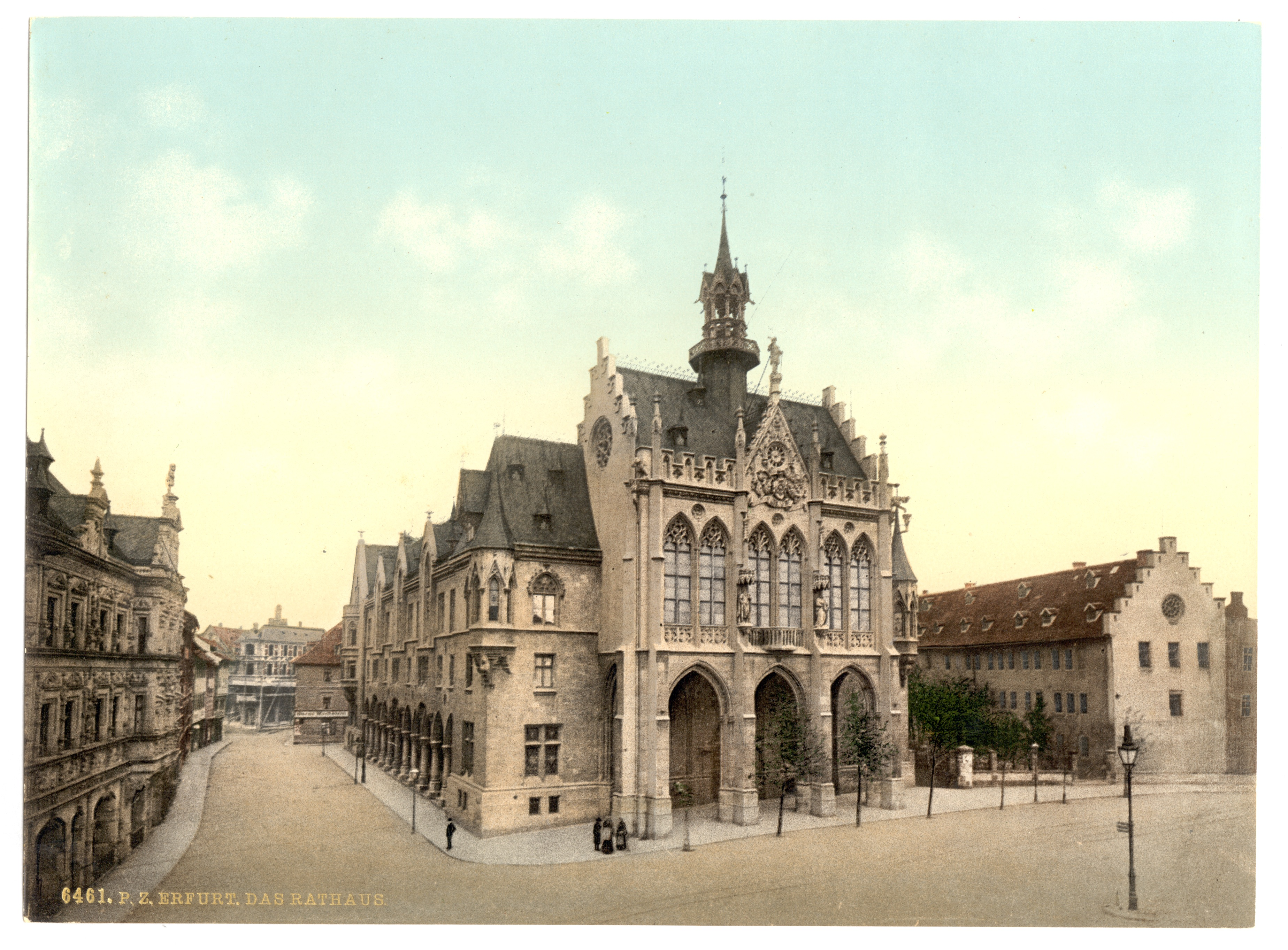
Il Municipio nel 1890.